# Günter Kozlowski
Günter Kozlowski (* 24. Januar 1953 in Bielefeld) ist ein deutscher Politiker (CDU). Er war von 2005 bis 2010 Staatssekretär im Ministerium für Bauen und Verkehr des Landes Nordrhein-Westfalen.

## Leben und Beruf
Nach dem Abitur am Ratsgymnasium Bielefeld im Jahre 1971 leistete er seinen Wehrdienst als Soldat auf Zeit und wurde zum Reserveoffizier ausgebildet. Ab Wintersemester 1973 studierte er Rechtswissenschaften an der Universität Bielefeld. Dort arbeitete er auch am Lehrstuhl von Hans-Jürgen Papier mit. 1980 legte er das zweite juristische Staatsexamen ab.
Kozlowski war ab 1980 bei der Bezirksregierung Detmold als Dezernent für Naturschutz tätig. Ab 1. Oktober 1982 bis Januar 1989 war er Stadtdirektor in Rahden und ab 18. Januar 1989 bis 18. Januar 1997 Oberkreisdirektor des Kreises Gütersloh.
Kozlowski ist verheiratet und hat zwei Kinder.

## Politik
Kozlowski ist Mitglied der CDU. Bei der Landtagswahl 2005 wurde er durch ein Direktmandat im Wahlkreis 94 Gütersloh I – Bielefeld III in den Landtag Nordrhein-Westfalen gewählt. Am 6. Juni 2005 gab er den Verzicht auf sein Mandat bekannt, um das Amt des Staatssekretärs im Ministerium für Bauen und Verkehr des Landes Nordrhein-Westfalen anzutreten, das zunächst von Oliver Wittke und dann von Lutz Lienenkämper geführt wurde. Nachrückerin von der Landesliste war Regina van Dinther.
Bei der Landtagswahl 2010 verfehlte er das Direktmandat und konnte somit nicht erneut in den Landtag einziehen; Wahlkreisvertreter wurde Georg Fortmeier (SPD).
Nach Ablösung der Regierung Rüttgers durch die Regierung Kraft I im Juli 2010 schied Kozlowski aus dem Amt als Staatssekretär aus.

## Nationalpark Teutoburger Wald
Nach der Landtagswahl in Nordrhein-Westfalen 2012 wurde er vom Detmolder Kreistag als Schlichter für das umstrittene Vorhaben eines Nationalparks im Teutoburger Wald eingesetzt, gegen das sich besonders Stephan Prinz zur Lippe und andere private Waldbesitzer gesperrt hatten. Kozlowski gab am 25. Oktober 2012 bekannt, er könne keinen sinnvollen Schlichtungsvorschlag vorlegen, womit die Pläne des Landes Nordrhein-Westfalen für das Projekt endgültig gescheitert waren.